# Округ Хенепин (Минесота)
Хенепин (енгл. Hennepin County) је округ у америчкој савезној држави Минесота.

## Демографија
По попису из 2010. године број становника је 1.152.425, што је 36.225 (3,2%) становника више него 2000. године.
| Група             | 2000.           | 2010.           |
| Белци             | 881.016 (78,9%) | 826.670 (71,7%) |
| Афроамериканци    | 99.943 (9,0%)   | 136.262 (11,8%) |
| Азијати           | 53.555 (4,8%)   | 71.905 (6,2%)   |
| Хиспаноамериканци | 45.439 (4,1%)   | 77.676 (6,7%)   |
| Укупно            | 1.116.200       | 1.152.425       |